# طیبه (لبنان)
طیبه (به عربی: الطیبة) یک منطقهٔ مسکونی در لبنان است که در شهرستان مرجعیون واقع شده‌است. طیبه ۶۶۰ متر بالاتر از سطح دریا واقع شده‌است.